# 高井昌史
高井 昌史（たかい まさし、1947年8月30日 - ）は、紀伊國屋書店代表取締役会長、健康保険組合連合会副会長、出版健康保険組合理事長。東京都出身。

## 経歴
- 1947年　東京都府中市生まれ[2]。7人兄弟の6人目であった[2]。
- 1970年　成蹊大学法学部政治学科卒業
- 1971年　株式会社紀伊國屋書店入社
- 1975年　同社 宇都宮営業所長
- 1982年　同社 府中営業所長
- 1985年　同社 営業第一本部北陸営業部長 兼 金沢営業所長
- 1987年　同社 情報製作部長
- 1993年　同社 取締役[3]
- 1999年　同社 常務取締役[3]
- 2004年　同社 専務取締役[3]
- 2006年　同社 副社長[3]
- 2008年11月　同社 代表取締役社長
- 2015年　同社社長のまま同社会長を兼務[3]
- 2019年6月15日　成蹊会会長[4]
- 2023年12月1日　紀伊國屋書店社長職を藤則幸男に譲り、会長職専従となる[3][5]

## 人物
持論は「家に良書が300冊あれば、子どもは賢い子（良い子）に育つ」、「書店は『展示産業』」、「本屋さんは本を売るという原点に戻らなければならない」。